# Plattsburgh West
Plattsburgh West és una concentració de població designada pel cens dels Estats Units a l'estat de Nova York. Segons el cens del 2000 tenia 1.289 habitants.

## Demografia
Segons el cens del 2000, Plattsburgh West tenia 1.289 habitants, 499 habitatges, i 349 famílies. La densitat de població era de 282,8 habitants per km².
Dels 499 habitatges en un 34,5% hi vivien nens de menys de 18 anys, en un 45,3% hi vivien parelles casades, en un 16% dones solteres, i en un 29,9% no eren unitats familiars. En el 21,2% dels habitatges hi vivien persones soles el 5,4% de les quals corresponia a persones de 65 anys o més que vivien soles. El nombre mitjà de persones vivint en cada habitatge era de 2,58 i el nombre mitjà de persones que vivien en cada família era de 2,9.
Per edats la població es repartia de la següent manera: un 27,6% tenia menys de 18 anys, un 9,2% entre 18 i 24, un 30,5% entre 25 i 44, un 23,8% de 45 a 60 i un 8,9% 65 anys o més.
L'edat mediana era de 34 anys. Per cada 100 dones de 18 o més anys hi havia 89,6 homes.
La renda mediana per habitatge era de 25.294 $ i la renda mediana per família de 24.797 $. Els homes tenien una renda mediana de 23.145 $ mentre que les dones 20.313 $. La renda per capita de la població era d'11.810 $. Entorn del 24% de les famílies i el 25,9% de la població estaven per davall del llindar de pobresa.